# 岳野ひかる
岳野 ひかる（たけの ひかる、1999年6月11日 - ）は、日本の女子バレーボール選手である。

## 来歴
長崎県長崎市出身。姉の影響で8歳からバレーボールを始める。
九州文化学園高等学校、日本体育大学を経て、2021/22シーズン、V.LEAGUE DIVISION1 WOMEN（V1女子）に所属する埼玉上尾メディックスの内定選手となった。
2022年、大学卒業後に、埼玉上尾メディックスに入団した。2022/23シーズンの2022年10月29日、V1女子の開幕戦に途中出場し、Vリーグデビューを果たした。

## 所属チーム
- 九州文化学園高等学校（2015-2018年）
- 日本体育大学（2018-2022年）
- 埼玉上尾メディックス（2022年-）